# Pysen
Pysen är ett litet skär i Lindesnes kommun i Agder fylke i södra Norge. Skäret är huvudlandet Norges sydligaste plats och en av Norges ytterpunkter.

## Geografi
Pysen ligger vid Hellefjorden utanför ön Skjernøya i Skagerrak, cirka 12 kilometer sydöst om staden Mandal och endast cirka 8 kilometer sydöst om halvön Odden (Odden var för en tid norska fastlandets sydligaste plats innan Lindesnes återtog titeln). Det obebodda skäret har en areal om cirka 250 kvadratmeter.

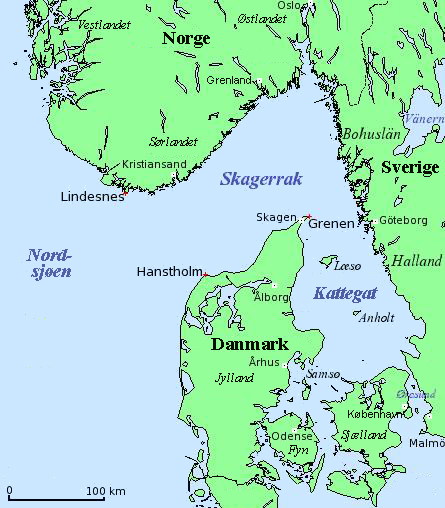
Områdeskarta.

## Historia
Namnet härstammar troligen från "pys" ett annat ord för liten pojke.
Först 1975  fastslog norske läraren Jostein Andreassen från Søgne att Pysen var Norges sydligaste punkt, innan dess ansågs Vestre Kråkaøya cirka 3,5 kilometer längre västerut och cirka 100 m längre norrut att vara det. Upptäckten publicerades i regionaltidningen Fædrelandsvennen den 28 juli 1987.